# تاتئو هواکیمیان
تاتئو هواکیمیان (ارمنی: Տաթև Հովակիմյան؛  ۹ ژانویهٔ ۱۹۹۲) یک بازیگر اهل ارمنستان است. وی از سال میلادی تا کنون فعالیت می‌کند. 

## زندگی‌نامه
وی در ۹ ژانویهٔ ۱۹۹۲ در ایروان به دنیا آمد . 

## گزیده فیلمشناسی
از فیلم‌ها یا برنامه‌های تلویزیونی که وی در آن نقش داشته است می‌توان به زمین‌لرزه (۲۰۱۶)، ترانه‌های سوقومون (۲۰۲۰)، پرواز ناتمام، اشاره کرد.